# M21 (mina)
M21 – amerykańska przeciwdenna mina przeciwpancerna.
Mina przeciwpancerna M21 jest uzbrojona w zapalnik prętowy o działaniu dźwigniowym. Składa się z cylindrycznego metalowego kadłuba, zapalnika prętowego oraz ładunku materiału wybuchowego o działaniu kumulacyjnym.